# زوراب
زوراب (الروسية: Арзиани, Зураби Малхазович) (19 أكتوبر 1987 بباطوم في جورجيا - ) هو لاعب كرة قدم روسي وجورجي في مركز الوسط. لعب مع أنجي محج قلعة وديلا غوري وروبين كازان ونادي أورينبورغ ونادي دينامو تبليسي ونادي فولغا نيجني نوفغورود ونادي ميتالورغي روستافي وNyíregyháza Spartacus FC ‏ وسخالين يوجنو ساخالينسك ‏ وطوربيدو أرمافير ‏ ونادي ساتورن رامنسكوي.

## وصلات خارجية
- زوراب على موقع قاعدة بيانات كرة القدم.إي يو (الإنجليزية)
- زوراب على موقع Soccerway.com (الإنجليزية)